# Cinéma bissaoguinéen

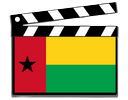
Un clap aux couleurs du drapeau bissaoguinéen.

Le cinéma bissaoguinéen est né en même temps que l'indépendance de l'Etat africain de Guinée-Bissau. Depuis la guerre d'indépendance de la Guinée-Bissau, le cinéma dans le pays est resté un art sous-financé et contrôlé par l'État. Les premiers films réalisés dans le pays ont été influencés par les opinions d'Amílcar Cabral sur la propagande et consistaient en une documentation sur la guerre d'indépendance. Bien que la guerre ait été documentée par des cinéastes étrangers, Cabral a organisé la formation de quatre jeunes bissaoguinéens à Cuba en matière de techniques cinématographiques. Les premiers films bissaoguinéens sont produits par ce groupe et consistent en des documentaires de propagande sur la lutte révolutionnaire, bien qu'une grande partie de leurs films soit aujourd'hui perdue.
Après l'indépendance, la production cinématographique du pays a souffert du manque de soutien et de fonds gouvernementaux, bien que l'Instituto Nacional de Cinema ait été fondé à cette époque. Le coup d'État de 1980 a également interrompu la production cinématographique dans le pays. Les premiers longs métrages de la Guinée-Bissau sont produits en 1987, mais en 1995, le pays n'a produit que quelques longs métrages. Les films bissaoguinéens continuent de dépendre fortement des coproductions et des collaborations avec l'étranger.

## Histoire

### Débuts révolutionnaires

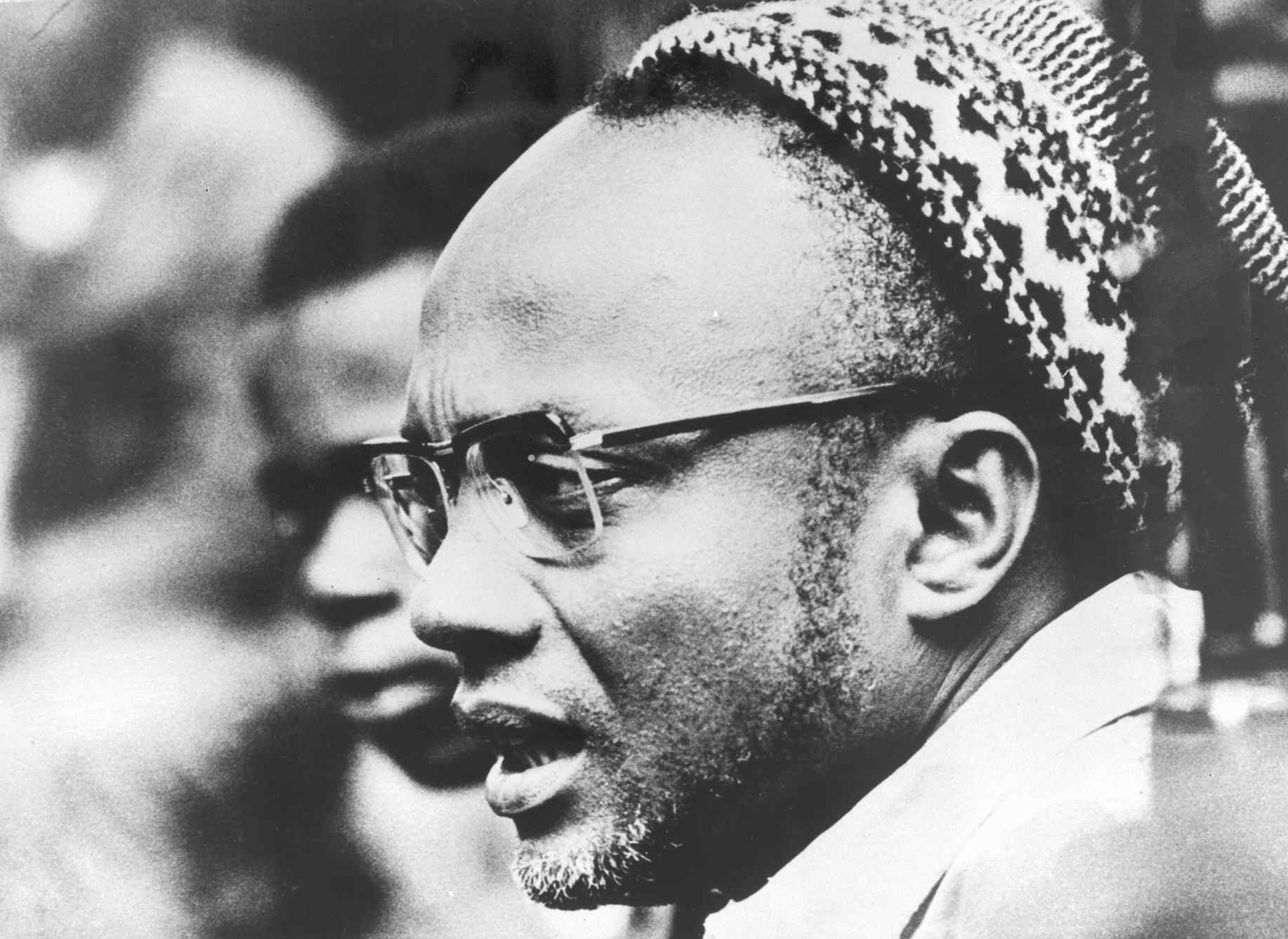
Le révolutionnaire Amílcar Cabral pensait que le cinéma pouvait être utilisé comme outil de propagande dans la guerre d'indépendance de la Guinée-Bissau.

La Guinée-Bissau a obtenu son indépendance du Portugal en 1974, après un conflit de 15 ans. Les premières démarches à l'égard du cinéma dans la nation émergente sont nées de l'idéologie d'Amilcar Cabral, meneur du Parti africain révolutionnaire pour l'indépendance de la Guinée et du Cap-Vert (PAIGC). Cabral pensait que le cinéma était un média bien adapté à la propagande de la lutte pour l'indépendance du pays, et que les Bissaoguinéens devaient utiliser le cinéma pour présenter leurs propres images et représentations d'eux-mêmes. À cette fin, Cabral envoie les lycéens José Balama Columba, Josefina Crato, Flora Gomes et Sana Na N'Hada à l'Institut cubain du cinéma en 1967, où ils apprennent les techniques cinématographiques sous la direction de Santiago Álvarez et terminent leur scolarité,. Le gouvernement cubain était aligné sur les objectifs du PAIGC, et Álvarez lui-même était un partisan du mouvement du troisième cinéma, qui mettait l'accent sur une perspective anticoloniale et révolutionnaire dans les films, ainsi que sur un style expérimental à petit budget. Cette école de cinéma révolutionnaire a influencé les Bissaoguinéens. À leur retour de Cuba, les quatre cinéastes ont documenté la guerre d'indépendance en cours, avec les conseils du cinéaste sénégalais Paulin Soumanou Vieyra. Le groupe mettait de côté les pellicules restantes pour s'aventurer dans « la brousse » afin de documenter la guerre. Les liens avec le cinéma cubain se sont maintenus pendant cette période, l'un des premiers films tournés en Guinée-Bissau étant Madina de Boé (1969) du cinéaste cubain José Massip (ru). La plupart des films produits à cette époque l'ont été par des cinéastes étrangers, dans le but d'encourager l'aide au PAIGC à l'étranger. Les premiers films réalisés en Guinée-Bissau se concentraient sur des documentaires, liés au concept révolutionnaire de « participao popular ». De nombreux combattants du PAIGC se méfiaient des cinéastes, ce qui posait un problème pour l'enregistrement des séquences.
La plupart des films tournés par les cinéastes bissaoguinéens pendant la guerre n'ont pas été utilisés comme propagande interne, car le pays ne disposait pas de laboratoires pour développer les films, ce qui a conduit à l'exportation d'une grande partie d'entre eux. Selon N'Hada, une grande partie de ce qui a été filmé a été envoyé « à Conakry et nous n'en avons plus jamais entendu parler ». Même les films de la proclamation de l'indépendance du pays ont fini en Union soviétique. Le film bissaoguinéen fondateur est le documentaire de 30 minutes O regresso de Amílcar Cabral (litt. « Le retour d'Amílcar Cabral »). Co-réalisé par cinq cinéastes en 1976, dont les quatre vidéastes formés à Cuba, il utilise des séquences en direct et des images fixes pour documenter la procession du corps de Cabral de Conakry à Bissau, après l'assassinat du révolutionnaire. Un autre film de cette période est Anos de oca luta (litt. « Les années de lutte », 1978), crédité à Gomes.

### Après l'indépendance
Après la fin de la guerre, le gouvernement bissaoguinéen n'avait pas les ressources nécessaires pour soutenir un programme cinématographique, donnant la priorité à d'autres besoins, tels que les soins de santé. La Guinée-Bissau post-indépendance, sous le frère d'Amílcar Cabral, Luís, qui a été encouragé par le cinéaste étranger Lennart Malmer à stimuler la réalisation de films dans le pays, a orienté ses vidéastes vers la production de programmes d'information, suivant les modèles de Cuba et du Mozambique. Des séquences ont été tournées pour le programme prévu, Jornais de Atualidades, mais elles n'ont jamais été diffusées et les cinéastes n'ont eu que peu de contrôle créatif sur le projet. La plupart des films tournés pendant cette période l'ont été pour Jornais de Atualidades, souvent pour des événements d'État tels que la visite d'hommes politiques. En 1977 ou 1978, N'Hada cofonde l'Instituto Nacional de Cinema (INC) avec l'Angolais Mário Pinto de Andrade. Le cinéaste Chris Marker passe du temps avec le groupe de cinéastes bissaoguinéens en 1979 et utilise des séquences tournées par N'Hadaa dans le film Sans soleil, tandis que Malmer fournit du matériel à l'INC, notamment des caméras Arriflex 16 mm, du matériel d'éclairage et une guitare Steinbeck, .
Bien qu'il y ait eu des salles de cinéma qui projetaient principalement des films portugais et, plus tard, des films non occidentaux grâce à un partenariat avec l'Union soviétique, il n'y a aucune preuve que des films documentaires produits localement aient jamais été projetés en Guinée-Bissau, à l'exception des récits de certains cinéastes bissaoguinéens. Malgré cela, la production cinématographique dans le pays est restée sous-financée. Les cinéastes ont finalement reçu une subvention en 1979 pour produire Guiné-Bissau, Seis Anos Depois (litt. « Guinée-Bissau, six ans après »), qui devait refléter les réalisations du pays depuis l'indépendance. Cependant, la production a été interrompue en raison du coup d'État de 1980 en Guinée-Bissau. De nombreux premiers documentaires ont été perdus après le coup d'État, et ceux qui ont survécu sont restés obscurs et vulnérables. João Bernardo Vieira, le nouveau dirigeant du pays, a interdit le film O regresso de Amílcar Cabral, en raison de sa valeur de propagande envers le régime précédent.
Le premier long métrage bissaoguinéen est N'turrudu (1987), réalisé par Umbañ U Kset. La même année, Flora Gomes entreprend de réaliser Mortu Nega, qui deviendra le premier long métrage de fiction bissaoguinéen, produit avec le soutien du gouvernement,. Gomes fait suivre Mortu Nega d'un second long métrage, Les Yeux bleus de Yonta (1992), qui est à nouveau produit par le gouvernement, cette fois avec l'aide de l''Institut du cinéma du Portugal (pt) et d'autres bailleurs de fonds portugais. En 1995, le pays n'avait produit que quelques films supplémentaires, comme Xime de Sana Na N'Hada (1994), une coproduction néerlandaise et française qui a fait ses débuts à Cannes, et A Mascara de Gomes (1993),. L'Instituto Nacional de Cinema a commencé à travailler avec le ministère de l'Éducation pour accroître la capacité de la Guinée-Bissau à produire et à distribuer des films. Gomes a sorti Po di Sangui en 1996 et Nha Fala en 2002.